# 金斗水库
金斗水库是中国山东省泰安市新泰市境内的一座水库，位于大汶河支流柴汶河上，建于1960年。水库正常库容为2280万立方米，平均水深为6.00米，集雨面积为89平方千米，海拔为230.2米。